# Shades of Grey (Oliver Heldens)
Shades of Grey is een nummer van de Nederlandse dj Oliver Heldens en de Canadese dj Shaun Frank uit 2015. Het nummer is ingezongen door Delany Jane.
Het nummer haalde de 30e positie in de Nederlandse Top 40. In Vlaanderen bleef het steken op een 10e positie in de Tipparade.